# Élections régionales de 2023 dans le Latium
Les élections régionales de 2023 dans le Latium (en italien : Elezioni regionali nel Lazio) ont lieu les 12 et 13 février 2023 afin d'élire le président et les conseillers de la XIIIe législature du conseil régional du Latium pour un mandat de cinq ans. L'élection se déroulait en même temps que l'élection régionale en Lombardie.

## Mode de scrutin
L'élection se tient selon les principes généraux d'une nouvelle loi électorale, adopté durant le mandat précédent : le président de la région est élu au suffrage universel direct et au scrutin uninominal majoritaire à un tour avec prime de majorité pour la liste ou la coalition le soutenant. Le conseil régional compte un total de 51 membres : 49 conseillers élus à la proportionnelle, le président élu et le candidat défait à la présidence ayant rassemblé le plus grand nombre de voix.
Le jour du scrutin, l'électeur vote deux fois (sur un même bulletin de vote). Il accorde un suffrage à l'un des candidats à la présidence de la région et un suffrage à un parti politique. Le panachage est autorisé : l'électeur est libre de voter pour un parti ne soutenant pas le candidat qu'il a choisi.
À l'issue du dépouillement, est proclamé élu président de la région le candidat ayant recueilli le plus grand nombre de suffrages exprimés. Si le parti ou la coalition soutenant le président élu n'a pas remporté au moins 60 % des sièges à pourvoir, il reçoit une « prime de majorité » (en italien : premio de maggioranza) : 10 sièges, constitués de candidats non-élus sur les listes régionales de la coalition, choisis grâce à la méthode du quotient et du ratio le plus élevé. Les 39 conseillers restants sont élus à la proportionnelle avec la méthode Hagenbach-Bishoff, selon les cinq districts électoraux, correspondant aux quatre provinces et la ville de Rome.

### Répartition des sièges
| Provinces                 | Sièges | +/-           |  |
| Frosinone                 | 4      | en stagnation |  |
| Latina                    | 5      | en stagnation |  |
| Rieti                     | 1      | en stagnation |  |
| Rome                      | 37     | en stagnation |  |
| Viterbe                   | 2      | en stagnation |  |
| Candidats à la présidence | 2      | en stagnation |  |
| Total                     | 51     | en stagnation |  |

## Résultats
|                        |                        |            |            |                      |                                             |                                |           |         |         |               |               |       |  |  |
| Présidence             | Présidence             | Présidence | Présidence | Présidence           | Conseil                                     | Conseil                        | Conseil   | Conseil | Conseil | Conseil       | Conseil       | Total |  |  |
| Candidats              | Candidats              | Votes      | %          | Élus                 | Partis                                      | Partis                         | Votes     | %       | +/-     | Sièges        | +/-           | Total |  |  |
|                        | Francesco Rocca (Ind.) | 936 388    | 53,89      | 1                    |                                             | Frères d'Italie (FdI)          | 520 731   | 33,63   | 24,94   | 22            | 19            |       |  |  |
|                        | Francesco Rocca (Ind.) | 936 388    | 53,89      | 1                    | Ligue (Lega)                                | 131 811                        | 8,51      | 1,45    | 3       | 1             |               |       |  |  |
|                        | Francesco Rocca (Ind.) | 936 388    | 53,89      | 1                    | Forza Italia (FI)                           | 130 566                        | 8,43      | 6,20    | 3       | 3             |               |       |  |  |
|                        | Francesco Rocca (Ind.) | 936 388    | 53,89      | 1                    | Liste Rocca                                 | 31 452                         | 2,03      | Nv.     | 1       | 1             |               |       |  |  |
|                        | Francesco Rocca (Ind.) | 936 388    | 53,89      | 1                    | Liste commune UdC-VeP                       | 25 000                         | 1,61      | Abs.    | 1       | 1             |               |       |  |  |
|                        | Francesco Rocca (Ind.) | 936 388    | 53,89      | 1                    | Nous, modérés (NM)                          | 17 406                         | 1,12      | 0,51    | —       | 1             |               |       |  |  |
| Total Centre-droit     | Total Centre-droit     | 936 388    | 53,89      | 1                    | 856 966                                     | 55,35                          | 18,98     | 30      | 16      | 31            |               |       |  |  |
|                        | Alessio D'Amato (PD)   | 581 974    | 33,49      | 1                    |                                             | Parti démocrate (PD)           | 313 658   | 20,26   | 0,99    | 10            | 8             |       |  |  |
|                        | Alessio D'Amato (PD)   | 581 974    | 33,49      | 1                    | Troisième pôle (Az-IV)                      | 75 306                         | 4,86      | Nv.     | 2       | 2             |               |       |  |  |
|                        | Alessio D'Amato (PD)   | 581 974    | 33,49      | 1                    | Liste d'Amato (SD-PRI-Art.1)                | 47 194                         | 3,05      | Nv.     | 1       | 1             |               |       |  |  |
|                        | Alessio D'Amato (PD)   | 581 974    | 33,49      | 1                    | Verts et Gauche (VeS)                       | 42 330                         | 2,73      | Nv.     | 1       | 1             |               |       |  |  |
|                        | Alessio D'Amato (PD)   | 581 974    | 33,49      | 1                    | Démocratie solidaire (Demo.S)               | 18 417                         | 1,19      | 0,74    | —       | 1             |               |       |  |  |
|                        | Alessio D'Amato (PD)   | 581 974    | 33,49      | 1                    | Liste commune +Eu-RI-Volt                   | 14 870                         | 0,96      | 1,11    | —       | 1             |               |       |  |  |
|                        | Alessio D'Amato (PD)   | 581 974    | 33,49      | 1                    | Parti socialiste italien (PSI)              | 7 986                          | 0,52      | 0,60    | —       | en stagnation |               |       |  |  |
| Total Centre-gauche    | Total Centre-gauche    | 581 974    | 33,49      | 1                    | 519 761                                     | 33,57                          | 0,62      | 14      | 10      | 15            |               |       |  |  |
|                        | Donatella Bianchi      | 186 860    | 10,75      | —                    |                                             | Mouvement 5 étoiles (M5S)      | 132 267   | 8,54    | 13,52   | 4             | 6             |       |  |  |
|                        | Donatella Bianchi      | 186 860    | 10,75      | —                    | Pôle progressiste de gauche écologiste (SI) | 18 760                         | 1,21      | Nv.     | 1       | 1             |               |       |  |  |
| Total Coalition M5S    | Total Coalition M5S    | 186 860    | 10,75      | —                    | 151 027                                     | 9,75                           | 12,31     | 5       | 5       | 5             |               |       |  |  |
|                        | Sonia Pecorilli        | 16 962     | 0,98       | —                    |                                             | Parti communiste italien (PCI) | 10 229    | 0,66    | Abs.    | 0             | en stagnation | 0     |  |  |
|                        | Rosa Rinaldi           | 15 361     | 0,88       | —                    |                                             | Union populaire (UP)           | 10 305    | 0,67    | 0,65    | 0             | en stagnation | 0     |  |  |
|                        |                        |            |            |                      |                                             |                                |           |         |         |               |               |       |  |  |
| Votes valides          | Votes valides          | 1 737 545  | 97,47      |                      | Votes valides                               | Votes valides                  | 1 548 288 | 86,85   |         |               |               |       |  |  |
| Votes blancs et nuls   | Votes blancs et nuls   | 45 111     | 2,53       | Votes blancs et nuls | Votes blancs et nuls                        | 234 368                        | 13,15     |         |         |               |               |       |  |  |
| Total candidats        | Total candidats        | 1 782 656  | 100        | 2                    | Total partis                                | Total partis                   | 1 782 656 | 100     | -       | 49            | en stagnation | 51    |  |  |
| Abstentions            | Abstentions            | 3 008 956  | 62,80      |                      |                                             |                                |           |         |         |               |               |       |  |  |
| Inscrits/participation | Inscrits/participation | 4 791 612  | 37,20      |                      |                                             |                                |           |         |         |               |               |       |  |  |